# Rodoaldo (patriarca di Aquileia)
Rodoaldo (... – 984) è stato un vescovo cattolico tedesco, patriarca di Aquileia durante la seconda metà del X secolo.

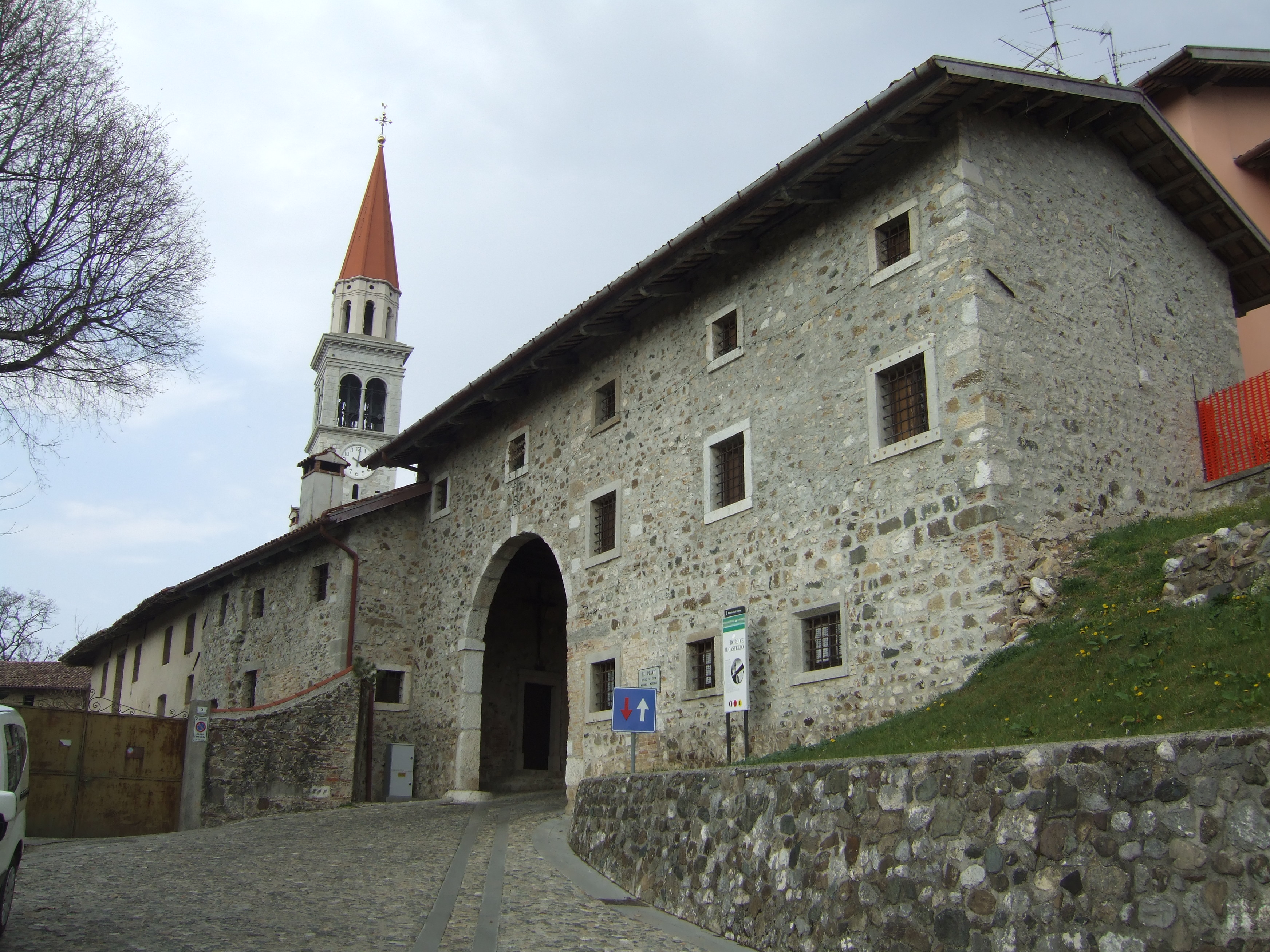
L'ingresso al borgo medievale di Santa Margherita del Gruagno presso Moruzzo. Le tracce del castello sono sparite, mentre rimane solo la cortina di cinta.

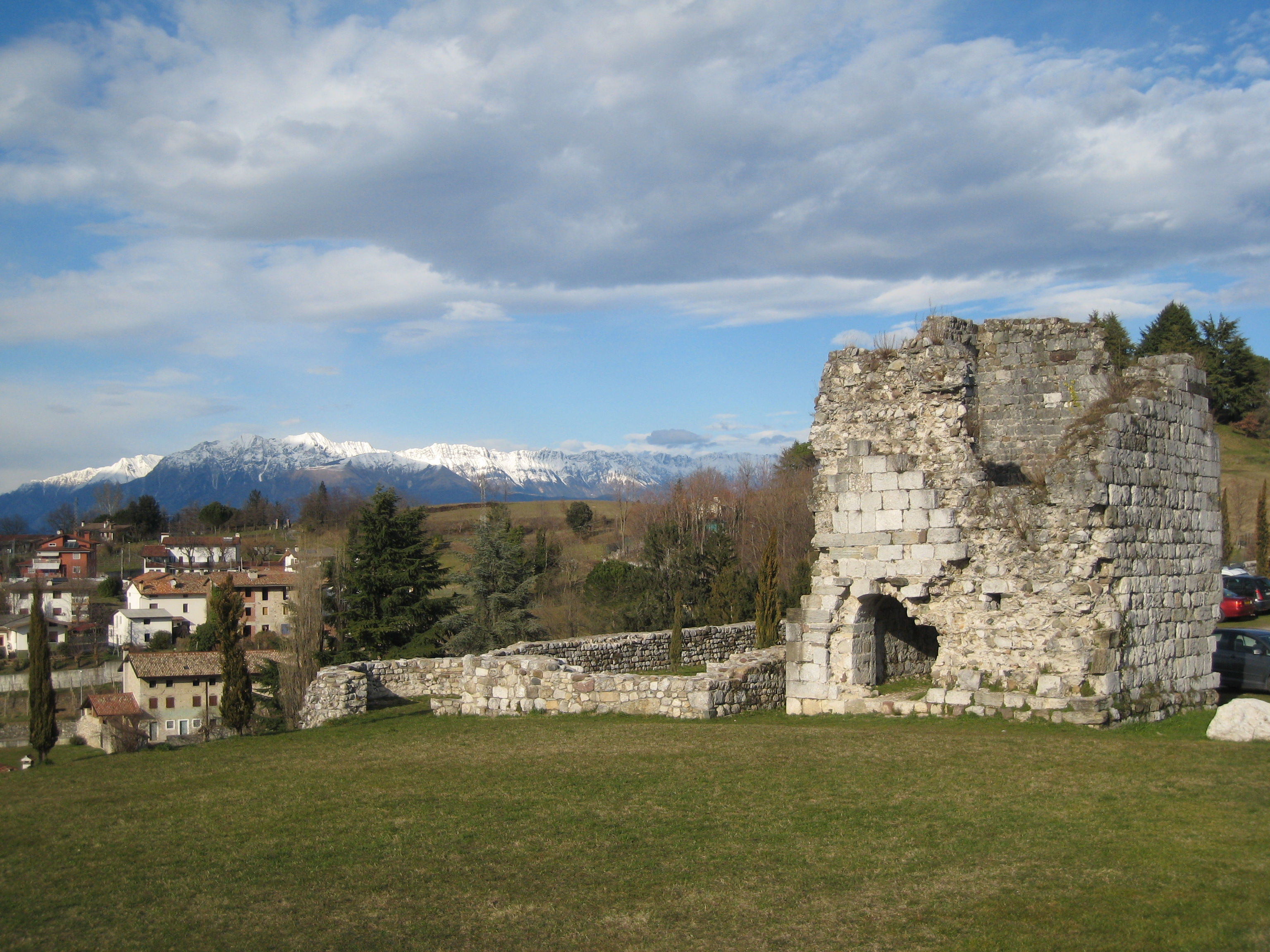
Ruderi del castello di Fagagna.

Fu, forse, vescovo di Rovigno prima che la città fosse distrutta dalle invasioni slave e la diocesi soppressa.
Nominato Patriarca di Aquileia nel 963, dopo la morte del predecessore Engelfredo, Rodoaldo continuò la politica di attiva collaborazione con gli imperatori Ottone I ed Ottone II. In cambio il Patriarca ricevette sempre nuovi donazioni di terre e castelli; nel 980 l'imperatore Ottone II donò a Rodoaldo Cormons, mentre nel 983  il Castrum Utini (Castello di Udine), unitamente a quelli di Buga (Buia), Fuganea (Fagagna), Groang (Santa Margherita del Gruagno) e Braitan.
Morì al più tardi nel 984 e fu sepolto nel duomo di Cividale del Friuli.